# Ariarates IV

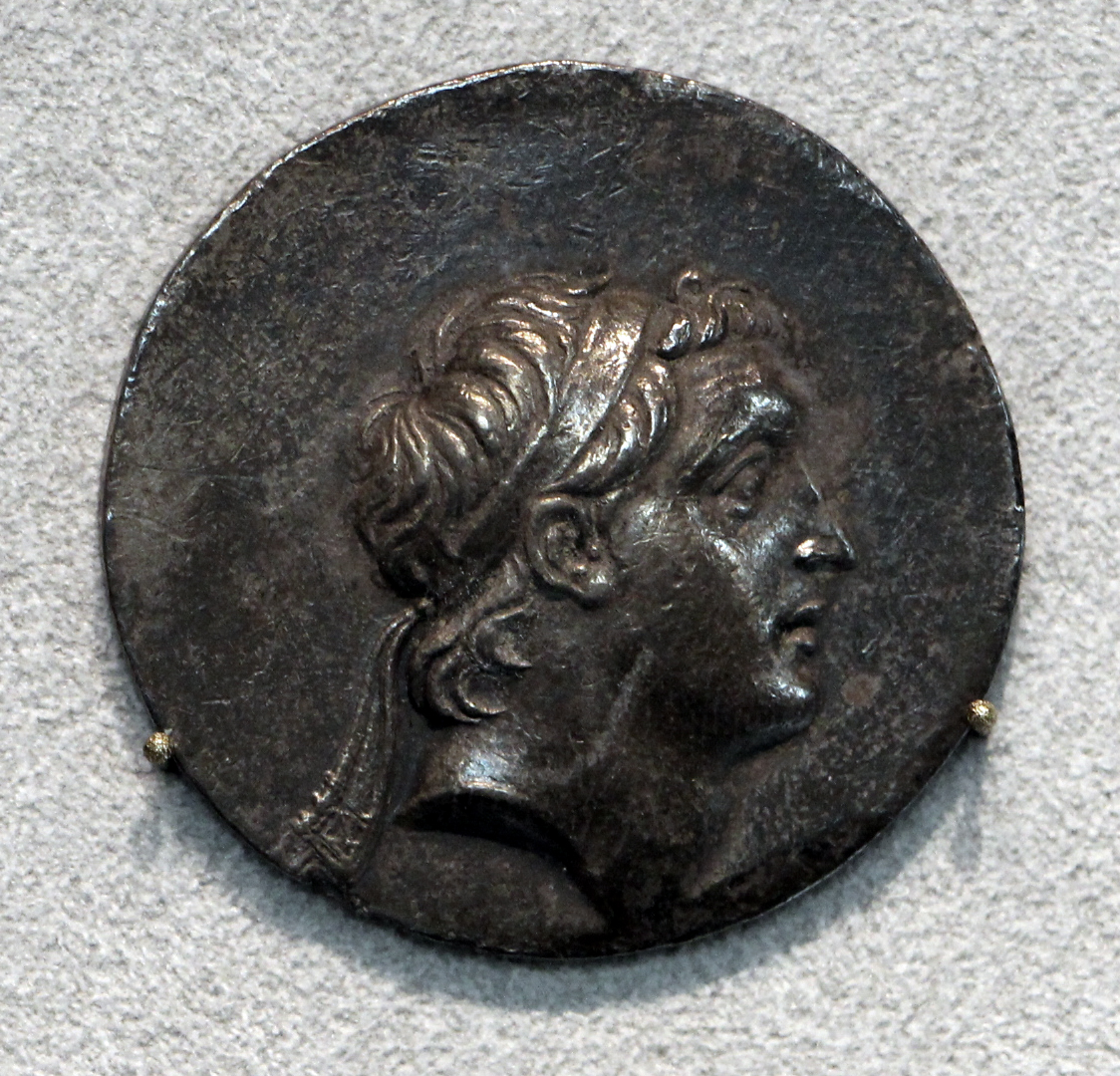
Tetradracma de Ariarates IV

Ariarates IV Eusebio (en griego antiguo: Ἀριαράθης Εὐσεϐής, romanizado: Ariaráthēs Eusebḗs), rey de Capadocia entre 220 a. C.y 163 a. C., hijo de Ariarates III. Fue coronado siendo un niño, y reinó cerca de 57 años. Se casó con Antióquide, la hija de Antíoco III el Grande, rey de Siria. Como consecuencia de esta alianza, Capadocia auxilió a Siria en su guerra contra el Imperio romano. Cuando Antíoco fue derrotado en 190 a. C., Ariarates pidió la paz con Roma, que obtuvo en 188 a. C., gracias a sus relaciones con Pérgamo, en ese entonces aliado de Roma,ya que su hija Estratónice se había casado con Eumenes II de Pérgamo.
En 183 a. C.,asistió a su yerno Eumenes en la guerra que sostuvo contra Farnaces I del Ponto.
Polibio menciona una embajada romana en 164 a. C., a la muerte de Antíoco IV Epífanes. Un año después, murió Ariarates IV, sucediéndole su hijo Ariarates V.